# 2013 en science
| Années de la science : 2010 - 2011 - 2012 - 2013 - 2014 - 2015 - 2016    |
| Décennies de la science : 1980 - 1990 - 2000 - 2010 - 2020 - 2030 - 2040 |

Cet article présente les faits marquants de l'année 2013 en science.

## Évènements

### Biologie
- 19 juillet 2013 : publication de la découverte de deux espèces de Pandoravirus.
- 15 août 2013 : description de Bassaricyon neblina, premier mammifère carnivore découvert sur le continent américain depuis 35 ans.

### Paléontologie
- Découverte de Brasilotitan.

### Physique
- 15 mars 2013 : Confirmation de la découverte du boson de higgs par le CERN.
- 21 mars 2013 : alors qu'elle est Haut Conseiller scientifique au Commissariat à l'énergie atomique et déléguée scientifique au Conseil du CERN, Catherine Cesarsky est élue vice-présidente du Conseil du CERN, fonction qu'elle partage le Professeur Van Doninck (Belgique)[1].

### Astronomie

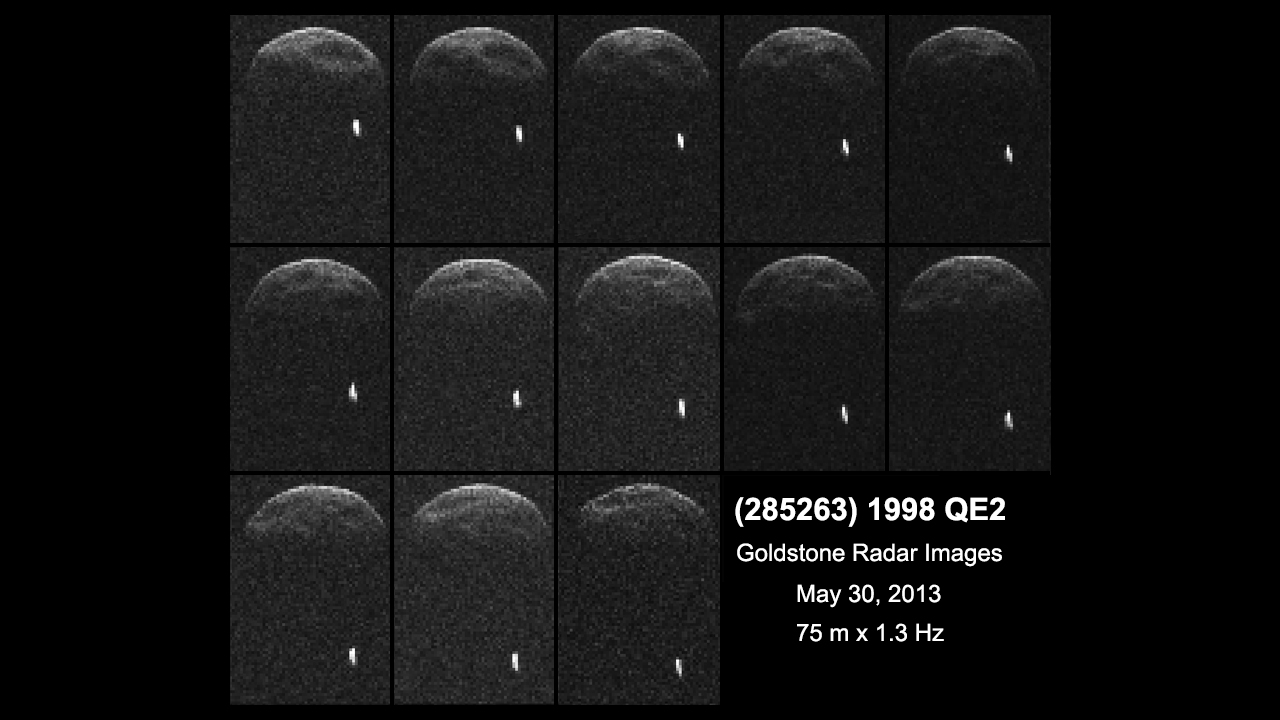
L'astéroïde (285263) 1998 QE2 (NASA, le 30 mai 2013).

Le 31 mai 2013, (285263) 1998 QE2, un astéroïde géocroiseur découvert par LINEAR le 19 août 1998, 
passe le plus près de la Terre et est observable avec des télescopes amateurs. Un satellite lui est découvert à cette occasion.

## Prix
- Prix Nobel
  - Prix Nobel de physiologie ou médecine : James Rothman, Randy Schekman et Thomas Südhof
  - Prix Nobel de physique : François Englert et Peter Higgs
  - Prix Nobel de chimie : Martin Karplus, Michael Levitt et Arieh Warshel

- Prix Lasker
  - Prix Albert-Lasker pour la recherche médicale fondamentale : Richard Scheller et Thomas Südhof
  - Prix Albert-Lasker pour la recherche médicale clinique :  Graeme Clark, Ingeborg Hochmair et Blake Wilson (en)

- Médailles de la Royal Society
  - Médaille Copley : Andre Geim
  - Médaille Davy : Graham Hutchings
  - Médaille Gabor : Christofer Toumazou (en)
  - Médaille Hughes : Henning Sirringhaus
  - Médaille Leverhulme : Konstantin Novoselov
  - Médaille royale : Rodney Baxter, Walter Bodmer (en), Peter Wells

- Médailles de la Geological Society of London
  - Médaille Lyell : Paula Reimer (en)
  - Médaille Murchison : Peter Kokelaar
  - Médaille Wollaston : Kurt Lambeck

- Prix Jules-Janssen (astronomie) : Suzanne Débarbat
- Prix Turing en informatique : Leslie Lamport
- Médaille Bruce (astronomie) : James E. Gunn
- Médaille linnéenne : Kingsley Dixon (en)

- Médaille d'or du CNRS : Margaret Buckingham (biologie)
- Grand Prix de l'Inserm : Stanislas Dehaene

## Décès
- 13 janvier : Chia-Chiao Lin (né en 1916), mathématicien et physicien chinois naturalisé américain.
- 13 février : Arthur Wightman (né en 1922), physicien et mathématicien américain.
- 15 février : Alain Desrosières (né en 1940), sociologue, statisticien et historien des statistiques français.
- 7 avril : Michel Hénon (né en 1931), mathématicien et astronome français.
- 21 juillet : Qazi Ibadur Rahman (né en 1934), mathématicien canadien d'origine indienne.
- 26 juillet : Christoph Scriba (né en 1929), historien des mathématiques allemand.
- 3 août : Jean-Blaise Grize (né en 1922), logicien suisse.
- 11 septembre : Andrzej Trybulec (né en 1941), mathématicien et informaticien polonais.
- 25 septembre : Clifford Gardner (né en 1924), mathématicien américain
- 21 décembre : Peter Geach (né en 1916), philosophe et logicien britannique.